# Penthetria obscura
Penthetria obscura är en tvåvingeart som först beskrevs av Enrico Adelelmo Brunetti 1911.  Penthetria obscura ingår i släktet Penthetria och familjen hårmyggor. Inga underarter finns listade i Catalogue of Life.